# Friedrich Tomberg
Friedrich Tomberg (* 7. Juni 1932 in Goch am Niederrhein; † August 2022 in Ingolstadt) war ein deutscher Philosoph und Hochschullehrer. Von 1975 bis zu seiner Flucht in die DDR 1979 arbeitete er als Agent der DDR.

## Leben
Tomberg studierte Philosophie, Germanistik und Geschichte an den Universitäten Köln und Freiburg im Breisgau sowie an der Freien Universität in West-Berlin. Er promovierte an der Freien Universität 1963 mit einer Arbeit über „Nachahmung als Prinzip der Kunst“.
Seit 1968 war Tomberg Redakteur der Zeitschrift „Das Argument“. Von 1974 bis 1979 war er Professor der Philosophie an der Pädagogischen Hochschule in West-Berlin. Tomberg war laut Hannes Schwenger mit seiner Studie über Basis und Überbau ein Idol der West-Berliner Studentenbewegung. Der übergelaufene Oberleutnant des Ministeriums für Staatssicherheit, Werner Stiller, deckte 1979 auf, dass Tomberg seit 1975 als Agent geführt wurde. Jochen Staadt zufolge sorgte Tomberg für die „Entwicklung eines marxistisch-leninistischen Standpunktes“ in „neulinken Kreisen“. So warb Tomberg zudem in der Zeitschrift Argument für den Einsatz der Truppen des Warschauer Pakts gegen die Reformbestrebungen in der Tschechoslowakei. Tomberg flüchtete 1979 nach Ost-Berlin. Noch im gleichen Jahr wurde er zum Professor für Geschichte der Philosophie mit Schwerpunkt auf der gegenwärtigen nichtmarxistischen Philosophie an die Universität Jena berufen. Von 1987 bis 1992 war er Mitarbeiter der Akademie der Wissenschaften der DDR in Ost-Berlin und wurde dort nach der Wende kurzzeitig zum Leiter der Abteilung Geschichte der Philosophie im Zentralinstitut für Philosophie gewählt. Tomberg selbst behauptete nach der Wende, er sei aus „Todesangst einer Aufforderung eines Mitarbeiters der Stasi“ gefolgt, Spitzeldienste für die DDR zu verrichten.

## Schriften
- Nachahmung als Prinzip der Kunst. Berlin 1963, 134 S., Diss. Freie Univ. Berlin, Berlin 1963, OCLC 603914192.
- Mimesis der Praxis und abstrakte Kunst. Ein Versuch über die Mimesistheorie. Soziologische Essays. o. Bd. Neuwied 1968. 110 S., OCLC 797433040.
- Basis und Überbau. Sozialphilosophische Studien. Soziologische Essays. o. Bd. Neuwied 1969. 182 S. – 2., durchges. Aufl. 1974. Sammlung Luchterhand. Bd. 140. Darmstadt 1974. 206 S., ISBN 3-472-61140-5.
- Polis und Nationalstaat. Eine vergleichende Überbauanalyse im Anschluß an Aristoteles. Sammlung Luchterhand. Bd. 93. Darmstadt 1973. 282 S., OCLC 264146869.
- Bürgerliche Wissenschaft. Begriff, Geschichte, Kritik. Fischer Taschenbuch. Bücher des Wissens. Bd. 6215. Frankfurt Main 1973. 196 S., ISBN 3-436-01735-3.
- Politische Ästhetik. Vorträge und Aufsätze. Sammlung Luchterhand. Bd. 104. Darmstadt 1973. 170 S., OCLC 852823.
- Begreifendes Denken. Studien zur Entwicklung von Materialismus und Dialektik. Studien zur Dialektik. o. Bd. Köln 1986. 258 S., ISBN 3-7609-0987-6.
- Habermas und der Marxismus. Zur Aktualität einer Rekonstruktion des historischen Materialismus. Würzburg 2003. 436 S., ISBN 3-8260-2466-4.
- Weltordnungsvisionen im deutschen Widerstand. Kreisauer Kreis und Moltke – Goerdeler-Gruppe – Stauffenbergs weltanschauliche Motivation. Geschichtswissenschaft. Bd. 1. Berlin 2005. 212 S., ISBN 3-86596-000-6.
- Das Christentum in Hitlers Weltanschauung. München 2012. 206 S., ISBN 3-7705-5271-7.